# 783 Nora
783 Nora este un asteroid din centura principală, descoperit pe 18 martie 1914, de Johann Palisa.